# Championnats d'Afrique de VTT 2019
Navigation
Édition précédente Édition suivante
Les Championnats d'Afrique de VTT 2019 ont lieu du 11 au 13 avril 2019, à Windhoek en Namibie,.

## Résultats

### Cross-country
| Épreuves               | Or                                                                                 | Argent                                                                     | Bronze           |
| ---------------------- | ---------------------------------------------------------------------------------- | -------------------------------------------------------------------------- | ---------------- |
| Hommes élites          | Alan Hatherly                                                                      | Philip Buys                                                                | Alex Miller      |
| Hommes moins de 23 ans | Wessel Botha                                                                       | Julian Jessop                                                              | Henry Liebenberg |
| Hommes juniors         | Daniel van der Walt                                                                | Johan van Zyl                                                              | Tristan Nortje   |
| Femmes élites          | Mariske Strauss                                                                    | Cherie Redecker                                                            | Candice Lill     |
| Femmes moins de 23 ans | Anita Yama                                                                         | non décernée                                                               | non décernée     |
| Femmes juniors         | Zandri Strydom                                                                     | Frances Janse van Rensburg                                                 | Emma Van Coller  |
| Relais mixte           | Afrique du Sud Mariske Strauss Luke Moir Zandri Strydom Wessel Botha Alan Hatherly | Namibie Alex Miller Xavier Papo Dieter Koen Michelle Vorster Cindy Rowland | non décernée     |